# Gemeneta terrea
Gemeneta terrea är en insektsart som beskrevs av Karsch 1892. Gemeneta terrea ingår i släktet Gemeneta och familjen gräshoppor. Inga underarter finns listade i Catalogue of Life.